# Flodafors
Flodafors är en småort i Katrineholms kommun i Södermanlands län och är kyrkby i Floda socken. Orten är belägen norr om riksväg 55 och riksväg 57 samt Västra stambanan mellan Katrineholm och Flen.
Ortnamnet finns omnämnt 1275–1292 i formen in Flothom. Detta är en pluralform, som innehåller flodh, 'vattenflöde, översvämning'.
Floda kyrka ligger i Flodafors. 
Flodabygdens friskoleförening bedriver sedan hösten 2009 skolverksamhet för F-9 i de gamla skollokalerna. 7-9 har även en del verksamhet i Katrineholm 